# 히라타 겐지
히라타 겐지(일본어: 平田 健二, 1944년 1월 4일~)는 3선 참의원 의원을 지낸 일본의 정치인이다.

## 생애
1944년 1월에 오이타현 오이타시에서 태어나 미야자키현 노베오카시에서 자랐다. 노베오카시립 노베오카 중학교를 졸업한 뒤 장학금을 지급받을 수 있는 아사히 카세이 공과학원에 진학했다. 졸업 후 아사히 카세이 공업에 입사했으며 노동 운동에도 뛰어들었다.
1995년 참원선에 신진당 공천을 받고 출마해 당선됐다. 1997년 12월에 신진당이 해산하자 옛 민사당 계열 정치인들이 모인 신당 우애에 잠시 참여했다가 1998년에 민주당으로 갔다.
2001년 참원선과 2007년 참원선에서 연이어 당선돼 3선 의원이 되었다. 2009년 10월 정권 교체가 이루어져 민주당이 집권해 하토야마 유키오 내각이 출범했을 때 참의원 국회대책위원장이 되었다. 간 내각이 출범한 2010년 6월에 유임됐다가 같은 해 9월 간 내각 (제1차 개조)이 출범하면서 참의원 간사장 야나기다 미노루가 법무상으로 취임하자 히라타가 후임 간사장이 되었다.
2009년 1월 소말리아의 해적 문제에 대처하기 위해 아소 내각이 소말리아에 자위대를 파견하는 방침을 세웠다. 이에 히라타는 "해적이란 건 만화에서 본 적은 있지만 이미지가 딱 떠오르진 않는다. 소말리아에서 일본 선박이 해적으로부터 습격을 받아 피해를 입은 적이 있단 말인가"라고 발언했다. 그런데 2008년에만 일본 선박이 소말리아 해적으로부터 습격받은 사건이 12번이나 있었으며 일본우선, 상선 미쓰이, 가와사키 기선 등 해운 3사가 일본선주협회를 통해 정부에 시급히 대책을 마련해줄 것을 이미 요청한 상태였다. 이에 『산케이 신문』은 "민주당의 불안한 안보 정책의 단면을 적나라하게 보여준다고 할 수 있다"라고 비판했다.
2010년 11월 러시아의 대통령 드미트리 메드베데프가 비행기를 타고 홋포 지역을 찾자 일본 내에서 많은 비판이 나왔고 간 내각도 소극적인 외교를 펼친다고 비판받았다. 이에 히라타는 "불법 점령을 하고 내 땅이다 하는 게 잘못된 거다"라면서도 "적극적 외교니 소극적 외교니 그런 문제가 아니다. 러시아 대통령이 탑승한 비행기를 격추해란 말인가. 그런 게 가능할 리가 없지 않은가"라며 내각을 공격하는 야당을 비판했다.
2011년 11월 참의원 의장 니시오카 다케오가 사망하자 후임 의장으로 선출됐다. 당시 참의원 부의장이던 오쓰지 히데히사(자민당 소속)는 후생노동상을 역임한 4선 의원이었는데 히라타는 선수가 3선에 불과한 데다가 각료 경험조차 없었다. 이에 자유민주당은 의장과 부의장 사이에 균형이 맞지 않다며 난색을 보였지만 종국에는 받아들여 히라타는 만장일치로 의장이 되었다.
2013년 7월에 차기 참원선에 불출마를 표명하면서 정계를 은퇴하고 의장에서도 물러났다. 오랜 기간에 걸쳐 국회의원으로서 의안 심의라는 중책을 완수하고 참의원 의장 등을 지내 국회의 원활한 운영에 기여한 공로를 인정받아 2014년 11월에 욱일대수장을 수훈했다.
정계를 은퇴한 뒤에 민진당 기후현지부 상임고문이 되었다. 2016년 7월에 일본공산당과의 연대에 반대하고 헌법 개정 의논을 터부시하지 말 것을 호소했다.

## 역대 선거 기록
|  | 30.95% |

|  | 30.44% |

|  | 44.07% |

| 전임 니시오카 다케오 | 제29대 일본 참의원 의장 2011년 11월 14일~2013년 7월 28일 | 후임 야마카미 마사아키 |